# Cyrtauchenius
Cyrtauchenius (Thorell, 1869) è un genere di ragni appartenente alla famiglia Cyrtaucheniidae.

## Distribuzione
Delle diciassette specie oggi note di questo genere ben sedici sono state rinvenute nel bacino del Mediterraneo: tredici di esse sono state reperite in territorio algerino. La sola C. talpa è diffusa negli USA.

## Tassonomia
Questo genere è stato trasferito dalla famiglia Ctenizidae Thorell, 1887, e considerato un sinonimo anteriore di Ambliocarenum Simon, 1892, a seguito di un lavoro di Raven (1985a).
Attualmente, a giugno 2012, si compone di 17 specie:
- Cyrtauchenius artifex (Simon, 1889) — Algeria
- Cyrtauchenius bedeli Simon, 1881 — Algeria
- Cyrtauchenius bicolor (Simon, 1889) — Algeria
- Cyrtauchenius castaneiceps (Simon, 1889) — Algeria
- Cyrtauchenius dayensis Simon, 1881 — Algeria
- Cyrtauchenius doleschalli Ausserer, 1871 — Italia, Sicilia, Creta
- Cyrtauchenius inops (Simon, 1889) — Algeria
- Cyrtauchenius latastei Simon, 1881 — Algeria
- Cyrtauchenius longipalpus (Denis, 1945) — Algeria
- Cyrtauchenius luridus Simon, 1881 — Algeria
- Cyrtauchenius maculatus (Simon, 1889) — Algeria
- Cyrtauchenius obscurus Ausserer, 1871 — Sicilia
- Cyrtauchenius structor (Simon, 1889) — Algeria
- Cyrtauchenius talpa Simon, 1891 — USA
- Cyrtauchenius terricola (Lucas, 1846)[2] — Algeria
- Cyrtauchenius vittatus Simon, 1881 — Algeria
- Cyrtauchenius walckenaeri (Lucas, 1846) — Mediterraneo

### Sinonimi
- Cyrtauchenius similis Ausserer, 1871; posta in sinonimia con C. walckenaeri (Lucas, 1846) a seguito di un lavoro dell'aracnologo Blasco (1985b), effettuato quando aveva la denominazione Amblyocarenum, contra un analogo lavoro di Buchli del 1966[1].

### Nomen dubium
- Ambliocarenum siculus (Latreille, 1831); esemplari rinvenuti in Sicilia e precedentemente attribuiti al genere Cteniza, poi Mygale, e infine Mygalodonta. A seguito di un lavoro di Reimoser del 1919, sono da ritenersi nomina dubia[1].